# 措置入院
措置入院（そちにゅういん）とは、精神保健福祉法29条に定める、精神障害者の入院形態の1つ。行政行為あるいは強制であることを強調する場合は「入院措置」と言うこともある。
- 精神科への入院[1]
  - 自発入院 - 任意入院
  - 非自発入院
    - 措置入院 / 緊急措置入院
    - 医療保護入院 / 応急入院

精神障害者は、その病状によっては自傷や他害に至ることがあり、しかもこれを認識して医療に自ら頼ることが困難な場合がある（インフォームドコンセントが成立しない）。同法は精神障害者の入院について幾つかの法形態を定めるが、入院させなければ自傷他害のおそれがある場合について、これを都道府県知事（または政令指定都市の市長）の権限と責任において精神科病院に強制入院させるのが措置入院である。
緊急性のため、入院までの手続を簡素にして、病院に72時間まで強制入院させるものとして、緊急措置入院がある。
なお当該精神保健福祉法第二十九条にて規定されている措置入院の要件に違反せず人を措置入院させる行為は逮捕監禁罪の違法性阻却要件に該当するが当該措置入院の要件に違反して人を措置入院させる行為は逮捕監禁事犯である。

また当該精神保健福祉法第二十九条の二の二にて規定されている措置入院に係る移送の要件に違反せず人を移送する行為は略取・誘拐罪の違法性阻却要件に該当するが当該措置入院に係る移送の要件に違反して人を移送する行為は略取・誘拐事犯である。

## 要件
自他を傷つける行為（日本精神科救急学会ガイドライン）
自傷行為
1. 致死性の高い自殺企図
2. 致死性が高いとはいえない自殺企図
3. 自殺の意思表示行動
4. 自殺の言語的意思表示

他害行為（未遂を含む）
1. 身体的損傷を伴う対人暴力
2. 前記以外の対人暴力
3. 器物破損
4. その他の触法行為相当の他害行為
5. 触法行為以外の他害行為・迷惑行為

下記の精神保健福祉法及び関連通達の他に、平成30年に「措置入院の運用に関するガイドライン」（「『措置入院の運用に関するガイドライン』について」平成30年3月27日障発0327第15号）が発出されている。

### 措置診察の開始まで
22条から26条の3までの規定によって都道府県知事に通報等があること（27条1項）
22条は一般人からの書面による申請、23条は警察官の通報、24条は検察官の通報、25条は保護観察所長の通報、26条は矯正施設長の通報、26条の2は精神科病院管理者の届出、26条の3は医療観察法の通院処遇者に関する通報である。22条、24条、25条、26条についてはその通報者等において自傷他害のおそれがあるとの判断を要しない。22条、23条、26条の2による場合は最寄りの保健所長を経る。
必ずしもこれらの通報等がなくとも職権で措置診察をなしうる（27条2項）が、自傷他害のおそれが明らかであることを要する。
調査の上措置診察の必要があると認めること（27条1項）
実務上は、上記通報等のうち明らかに自傷他害のおそれがないものや、措置診察を優先させられない場合など（例えば、自殺企図で全身熱傷を負ったため救急治療すべき場合など）に、この要件に基いて、措置診察しないこと（「不実施」と称される）が正当化される。
診察の通知（28条）
措置診察の実施が決定されたときは、現に本人の保護の任に当たっている者に対してあらかじめ措置診察の日時場所を通知することを要し、この者や後見人、保佐人、親権行使者、配偶者は診察に立ち会うことができる。

### 措置診察
指定医2名以上の診察の結果が「精神障害者であり、かつ、医療及び保護のために入院させなければその精神障害のために自身を傷つけ又は他人に害を及ぼすおそれがあると認める」ことで一致すること（29条2項）
なおこの診察は第二十八条の二の規定に基づく厚生労働大臣の定める基準に基づき履行されなければいけない。
措置入院にあたっては、都道府県知事は2名以上の精神保健指定医を指名して診察させる。通常は2名のみである。この指定医による診察を「措置診察」とか「措置鑑定」と呼ぶことが多い。緊急措置入院に引き続き行うときは「再診察」「再鑑定」と言うこともある。指定医2名は同時に診察してもよいし順次診察してもよい（順次診察の場合は一人目の診察が「一次診察」、二人目が「二次診察」と呼ばれる）。
指定医の属性に制限はなく、要措置となれば入院する予定の病院に所属する者や、本人の主治医であった者でも制度上は構わないことになる。ただし上記ガイドラインは、「措置診察を行う2名の指定医については、同一の医療機関に所属する者を選定しないことを原則とするべき」「指定医の所属先の病院に被通報者を措置入院させることについては、避けるように配慮すべき」としている。
精神保健指定医は28条の2の基準に則り、「精神障害者であり、かつ、医療及び保護のために入院させなければその精神障害のために自身を傷つけ又は他人に害を及ぼすおそれがあると認める」（このような状態を呈することを「措置症状」と呼ぶことがある）かどうかを各自判定し、各指定医が一致してこれを肯定することが必要である。
なお、指定医が措置診察した内容は、通常、「精神科病院に入院する時の告知等に係る書面及び入退院の届出等について」（平成12年3月30日障精第22号厚生省大臣官房障害保健福祉部精神保健福祉課長通知）の様式21として規定される「措置入院に関する診断書」（薄赤色のA3用紙であることから「赤紙」と称されることがある）に記載するよう求められる。このような措置診察に関する診断書作成に法律レベルの根拠はなく（上記通知は様式を定めるのみでこれを作成する根拠規範とはならない）、条例で根拠付けられる（例えば、北海道の「精神保健及び精神障害者福祉に関する法律施行細則」4条2項及び同条項において引用する別記第4号様式）。また措置診察の法的性質は鑑定であって医師法上の診療ではないから、診療録記載義務（医師法24条1項）も生じない（精神保健福祉法19条の4の2の対象たる19条の4第1項は29条1項を除外している）。
診察の場所について法令上の定めはなく、自治体が専用の鑑定室を設けている場合、要措置となれば入院する予定の病院を間借りして行う場合等さまざまである。本人の居所に立ち入ることもできる（27条4項）。また、通報を受けてから措置診察実施までの時間、措置診察にかける時間、措置診察後に措置入院を決定し告知するまでの時間についても、法令上の定めはない。
これについて、例えば23条通報（警察官からの通報）を受けて措置診察を行う場合に、通常は通報前に警察官職務執行法3条1項の保護が先行していることから、同条3項の期間内に診察・入院措置を行うことで、比較的速やか、かつ事実上警察官による安全を確保する運用がある。
また、かつてある地方公共団体が、通報を受けてから措置診察まで数週に亘り医療保護入院させる（その経過を元に措置診察を行う）という運用をしていたが、これは措置入院制度の趣旨に合致しないと批判され、改められた。
都道府県の職員の立会い（27条3項）
この立会職員に、各指定医の診察結果を得て（覊束的に）入院を決定し入院の告知等を行う権限等が授権されていることが多い。
入院の告知（29条3項）
告知の書面は、「精神科病院に入院する時の告知等に係る書面及び入退院の届出等について」（平成12年3月30日障精第22号厚生省大臣官房障害保健福祉部精神保健福祉課長通知）の様式7を利用したものが使用されることが殆どである。

## 効果

### 措置入院の成立
条文上は「入院させることができる」（29条1項）であるが、覊束裁量と解されており、要件を充足した場合には入院させなければならない。
措置入院は国等の設置した精神科病院又は指定病院（19条の8）において行う。前者は全病床数から、後者は指定病数から、それぞれ既存の措置入院者・緊急措置入院者数を除いた限りで、措置入院者を優先して入院させなければならない（措置入院優先主義、29条4項）。
ひとたび措置入院が成立すると、入院措置の解除があるまで退院できない。解除は入院を継続しなくても自傷他害のおそれがないと認められる必要があり、都道府県知事が指定する指定医をしてこれを判断させる場合（29条の4）、病院管理者が指定医に判断させる場合（29条の5）、定期病状報告（38条の3）又は退院請求（38条の5）について精神医療審査会の意見を受けた場合、職権による場合（38条の7）があるが、いずれにしろ解除も入院と同様、都道府県知事（職権の場合は厚生労働大臣も）の権限と責任において行われる。
解除があるまでは、無断退去者の通知規定（39条）が適用されるが、例外的に病院外に出られる制度として仮退院（40条）がある。
措置入院中は、入院後3か月、6か月、以降6か月毎に定期病状報告をしなければならない（38条の2、精神保健福祉法施行規則19条3項）。

### 措置入院者の救済
措置入院の継続または処遇への不服申立は法38条の4により、精神医療審査会への退院請求または処遇改善請求によって行う。
措置入院（の開始）自体は第1号法定受託事務である（51条の13第1項）。行政不服審査法に基づく審査請求や行政事件訴訟法に基づく取消訴訟による不服申立てが可能である。
措置入院中の医療過誤、あるいは入院中に他患を暴行した場合等について、病院や主治医その他病院職員等の個人が損害賠償責任を負うことはない。措置入院中の医療行為等は国家賠償法1条1項の「公権力の行使」、治療に当たる医師等は「公務員」に該当するとの通説による（国家賠償法の対象であるときは、民法上の不法行為に基づく損害賠償請求はできない）。このように判断した裁判例も存在する。この判例は、入院診療計画書等の存在によっても措置入院関係と別に診療契約が成立したということはできないと判示している。

### 公費医療原則（30条）
措置入院の費用は、医療法上の療養担当規則、いわゆる診療報酬制度によって定まる（29条の6）。全額が公費負担医療である（30条1項）が、健康保険等の加入者はその自己負担分のみが公費の対象である（30条の2）。公費のうち都道府県が4分の1、国が4分の3を支払う（30条2項）。高額所得者については、一部本人負担となる場合がある（31条。例えば、東京都の「精神保健及び精神障害者福祉に関する法律施行細則」2条）。

## 措置入院に付随する制度等

### 移送（29条の2の2)
診察の開始から入院決定まで強制手続であることから、必要最低限度の有形力行使は当然に認められていたものの、医療保護入院に係る移送（34条）が整備されたことに伴い、措置入院に係る移送についても根拠及び身体的拘束を含め行動制限ができる旨が規定されたものである。

都道府県知事は、移送を履行する精神障害者に対し当該移送を行う旨その他厚生労働省令で定める事項を書面で知らせなければならないと第二十九条の二の二第二項にて規定されている。

また都道府県知事は、第一項の規定による移送を行うに当たつては、当該精神障害者を診察した指定医が必要と認めたときは、その者の医療又は保護に欠くことのできない限度において、厚生労働大臣があらかじめ社会保障審議会の意見を聴いて定める行動の制限を行うことができると第二十九条の二の二第三項にて規定されている。

なお厚生労働大臣があらかじめ社会保障審議会の意見を聴いて定める行動の制限とは下記の通りである。

身体的拘束(衣類又は綿入り帯等を使用して、一時的に当該患者の身体を拘束し、その運動を抑制する行動の制限をいう。)
つまり措置入院に係る移送は精神保健指定医による診察を必要とせずまた行動制限を履行する事ができるため医療保護入院に係る移送よりも強制的に履行する事ができる。

### 退院後支援
2016年（平成28年）に発生した相模原障害者施設殺傷事件の犯人が、同年に措置入院を経験していたことに発端して、措置入院制度の見直しが取り沙汰されたものの、第193回国会で事件を受けての改正法案に対して紛糾し、働き方改革関連法による時間経過、衆議院解散により改正案は廃案となり、精神保健福祉法は改正はされなかった（相模原障害者施設殺傷事件#社会への影響）。
公益社団法人日本精神科病院協会会長の山崎學からは、厚生労働省の措置入院の見直しに際し、再発防止を目的として、本来は司法モデルであるべき案件を、安易に医療モデルとすることで、精神科病院に責任を押し付けてはいないかとの疑問が呈されている。
しかし、厚生労働省の通達により「地方公共団体による精神障害者の退院後支援ガイドライン」が作成された（「地方公共団体による精神障害者の退院後支援ガイドラインについて」平成30年3月27日障発0327第16号）。同ガイドラインは、措置入院・緊急措置入院に限ったものではないが、主に両者を念頭に置いている。
2018年（平成30年）の診療報酬点数改訂では、措置入院・緊急措置入院を経た者に限り、この退院後支援計画に基づく通院・在宅精神療法の算定区分（660点）が新設され、一般の通院（初診時に60分以上で600点、初再診時に30分以上で400点、再診時5分以上で330点）に比べて優遇されている。

## 統計
平成25年度衛生行政報告例 によると、平成25年度に全国で精神障害者申請通報件数は23,177件、診察を受けた者9,404人、法第29条該当症状の者6,767人である。また年度末措置入院患者数1,482人であるから、平均的にこの人数が全国の毎日の措置入院在院者数であるとすると、1482÷6767×365＝約80日 が、措置入院の平均日数であると考えられる。
但し地方公共団体別に見ると、東京都では人口1,328万6,735人（平成25年10月1日推計）に対して、法29条該当症状の者1,576人であり、年間に人口10万人比11.8人が新規に措置入院しているのに対し、岐阜県では人口205万3,286人（同上）に対して20人、人口10万人比1人が新規の措置入院という事になり、措置入院の運用に10倍以上の開きがあるため、都道府県の間で運用基準が統一されていない。

## 措置入院対象者の関わる事件
- 医療費支払いが期待できない場合[注 1]において、自己負担分の発生する任意入院・医療保護入院を避け、自己負担分が発生しない公費負担医療であることを利用して、自傷他害のおそれの乏しい状態にもかかわらず、措置入院となり、あるいは措置入院が継続する場合がある（「経済措置」と呼ばれることがある）。
- 2017年（平成29年）には、兵庫県・広島県・宮城県では、措置入院に関する個別ケース検討会議に、兵庫県警察・広島県警察・宮城県警察が参加し、患者の承諾なく個人情報が警察に提供されていることが、第193回国会の参議院厚生労働委員会の質疑で明らかになり、警察に個人情報が伝わることは、精神疾患患者の不安を高めるとして問題になった[5]。
- 1964年3月に1961年から5年間駐日米国大使を務めたエドウィン・Ｏ・ライシャワーが大使館を出たところで、統合失調症で入院歴があった19歳の少年にナイフで刺さされて重傷を負ったライシャワー事件が起きている。
- 病院への移送に当たっては患者の人権保護と医療関係者の安全確保のバランスが問われることもある。1970年11月7日には、三重県上野市で病院院長、保健所担当官らが患者宅を訪問して鑑定行っている最中に患者が逆上。ナタで院長に切りかかり軽傷を負わせた後、近隣の家々に押し入り2人を殺害する事件が発生した[6]。
- 丹羽兵助衆議院議員が1990年10月21日午前に名古屋市守山区5陸上自衛隊守山駐屯地で行われた一般市民への公開された記念式典に来賓出席するために秘書の車で司令部庁舎に到着し、隊員の案内で1階ロビーの喫煙コーナー前を歩いていたところ、男に首をナイフで刺された。出血多量により心肺停止状態で守山区のヤトウ病院に搬送され、その後長久手町の愛知医科大学病院で手術を受けたが、12日後の11月2日に死去している[7]。男は統合失調症で守山荘病院に措置入院し、当時は一時退院中であった。